# Лівійсько-іспанські відносини
Лівійсько-іспанські відносини — це двосторонні, дипломатичні відносини між двома країнами. Посольство Лівії розміщається у Мадриді, а посольство Іспанії — у Триполі.

## Дипломатичні відносини
Дипломатичні відносини між Іспанією та Лівією було започатковано 14 січня 1961, під час правління короля Ідріса.
Іспансько-Лівійські відносини знаходились під сильним впливом політики Кадаффі протягом 42 років правління його режиму. Після років міжнародного ембарго, які були накладені на Лівію у зв'язку з підтримкою Кадаффі тероризму, а також його програми зброї масового знищення, у 2004 почалась нормалізація відносини Лівії з міжнародною спільнотою.
Іспанія була однією із перших країн, яка висловилася за революцію 17 лютого 2011, активно підтримуючи Лівію в політичній та гуманітарній сфері. У березні 2001 року Іспанія визнала Перехідну національну раду (тимчасовий орган влади, створений противниками Кадаффі), Тимчасовий Уряд. Приблизно через місяць, Іспанія перевела свого спеціального посланника до Бенгазі. Посланник був членом "Групи Друзів Лівії" і брав активну участь в операціях НАТО, щодо захисту лівійського народу. Тринідад Хіменес (міністр закордонних справ та співробітництва) також відвідав Бенгазі в червні 2011 року, тоді ще велись активні бойові дії (Перша громадянська війна у Лівії)
Після початку політичного переходу Лівії, Іспанія намагалась встановити з нею двосторонні відносини, демонструючи свою готовність супроводжувати Лівію впродовж її процесу демократизації. Саме допомога в активній демократизації була метою міністра закордонних справ та співробітництва Хозе Мануель Гарсія-Маргальо у супроводі міністра розвитку Анни Пастор відвідали Триполі у грудні 2012 з цього приводу. Також вони передали повідомлення про підтримку Іспанського уряду нової влади у Лівії та бажання про посилення економічних та ділових відносин між країнами.

## Співпраця
Під час лівійської революції 2011, Іспанія посіла п'яте місце серед донорів гуманітарної допомоги, за весь час було внесено понад 7 мільйонів євро. Саме процес активних політичних та соціальних змін у Лівії та інших країнах після арабської весни у січні-лютому 2011 році призвів до переформулювання політики співробітництва у сфері розвитку в регіоні, а також допоміг звернути увагу саме на супроводі цих процесів демократичних змін. Програма Масар була започаткована у червні 2012 року. Вона демонструє програму іспанського співробітництва. Метою цієї програми є супровід та сприяння демократичних процесів управління в арабських країнах, а також сприяння модернізації та зміцнення інституцій та ключових суб'єктів розвитку верховенства права. Метою цього було надати можливість органам державної влади реагувати на потреби своїх суспільств, а саме по собі громадянське суспільство може стати одним із двигунів змін.
Мета співпраці з Лівією також мала свою стратегічну мету. Для Іспанії це було зміцнення потенціалу країни під час відбудови й самого політичного переходу. У 2012 Іспанія профінансувала програму розмінування громадської організації MAG та програму допомоги на виборах місії ООН у Лівії. 17 червня 2013 року, у рамках програми Масар заступник міністра юстиції Лівії, Сахар Банун разом із делегацією його міністерства відвідав Іспанію для того, щоб ознайомитись з іспанською тюремною системою. Метою цього візиту послужила ціль розпочати співпрацю з питань реформи в'язниць у Лівії. 
Саме сприяння обміну на рівні інституцій, громадського суспільства та бізнесу між Іспанією та Лівією стало одним  основних аспектів іспанської співпраці, яка проводилась через навчальні візити до іспанських установ, участь у різних конференціях та семінарах, організованих такими установами, як Casa Árabe, Casa Mediterráneo та Мадридський клуб.
У культурній галузі слід виокремити пропаганду іспанської культури та мови, це проводилось завдяки створенню місць читання іспанської мови в Університеті Триполі у 2013-2014 навчальних роках. 